# John Heartfield

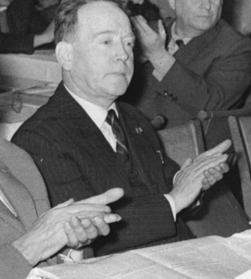
John Heartfield (1959)

John Heartfield (* 19. Juni 1891 in Schmargendorf als Helmut Herzfeld, manchmal fälschlich Herzfelde; † 26. April 1968 in Ost-Berlin) war ein deutscher Maler, Grafiker, Fotomontagekünstler und Bühnenbildner. Er war ein Pionier an der Schnittstelle zwischen Kunst und Medien und gilt landläufig als der Erfinder der politischen Fotomontage. Er war der Bruder des Publizisten Wieland Herzfelde.

## Leben

### Kindheit
Helmut Herzfeld kam als erstes von insgesamt vier Kindern des Schriftstellers Franz Held (eigentlich Franz Herzfeld) und Alice Herzfeld geb. Stolzenberg zur Welt. Im Jahre 1895 wurde Franz Held wegen Gotteslästerung zu einer Haftstrafe verurteilt. Darauf zog die Familie in die Schweiz und später nach Aigen bei Salzburg. Aus nicht geklärter Ursache verließen die Eltern im Sommer 1899 ihre Kinder. Helmut Herzfeld und seine Geschwister wurden von dem Ehepaar Ignaz und Clara Varschein aufgenommen. Vormund wurde sein Onkel Joseph Herzfeld, der sich jedoch nicht besonders um ihn gekümmert haben soll.

### Lehr- und Ausbildungszeit
Im Jahre 1905 begann Helmut Herzfeld eine Lehre als Buchhändler in Wiesbaden, an die sich von 1908 bis 1911 ein Studium an der Kunstgewerbeschule München anschloss. 1912 arbeitete er zunächst als Werbegrafiker in München. Da ihn diese Aufgabe nicht ausfüllte, begann er im selben Jahr ein Studium an der Kunstgewerbe- und Handwerkerschule in Charlottenburg.
Im Jahre 1914 wurde Herzfeld bei Beginn des Ersten Weltkriegs als Soldat zum in Berlin stationierten Kaiser Franz Garde-Grenadier-Regiment Nr. 2 eingezogen. Im Herbst desselben Jahres lernte er George Grosz kennen.

### Namensänderung und Verlagsgründung
Nachdem er 1915 wegen einer simulierten Nervenkrankheit aus der Armee entlassen worden war, nannte sich Herzfeld ab 1916 offiziell „John Heartfield“. Damit wollte er gegen den im Deutschen Kaiserreich herrschenden und insbesondere englandfeindlichen Nationalismus protestieren. Anlass war Ernst Lissauers Slogan Gott strafe England. Im folgenden Jahr gründete er zusammen mit seinem Bruder Wieland Herzfelde den Malik-Verlag in Berlin.

### Familie
1917 heiratete John Heartfield Helene Balzar. Aus dieser Beziehung stammten seine Kinder Tom (* 1918) und Eva (* 1920). 1927 heiratete Heartfield in zweiter Ehe Barbara Friedmann. Im Londoner Exil lernte John Heartfield Gertrud Fietz kennen. Gemeinsam mit ihr zog er 1950 über Prag nach Leipzig. 1952 heirateten Gertrud Fietz und Heartfield.

### Dadaistisches Kunstschaffen
Von Mai bis Juni gestaltete er die Typografie bei den beiden Wochenausgaben der Zeitschrift Die Neue Jugend und der Kleinen Grosz-Mappe. Parallel entstanden die ersten dadaistischen Druckversuche. Im letzten Kriegsjahr erarbeitete Heartfield zusammen mit George Grosz den Trickfilm Pierre in St. Nazaire für die Militärische Bildstelle. Nach Fertigstellung nahm diese das Werk jedoch nicht ab.
Am 31. Dezember 1918, ihrem Gründungstag, trat Heartfield der KPD bei. Ab 1919 war er als Protagonist der Berliner „Dada-Bewegung“ und in dieser Szene als „Monteurdada“ bekannt. Es folgten zunehmende Aktivitäten in der neuen Kunstbewegung. Im April 1920 gab Heartfield zusammen mit George Grosz und Raoul Hausmann Dada 3 heraus. Im Juni beteiligte er sich an der Ersten Internationalen Dada-Messe in Berlin. Im selben Jahr veröffentlichten er und Grosz den Aufsatz Der Kunstlump. Die ab 1921 von Heartfield entworfenen Schutzumschläge und Bucheinbände für den Malik-Verlag und andere Verlage zeichneten sich bereits durch seine Fotomontagetechnik aus und waren offenbar so angesehen, dass sie manchmal ohne das zugehörige Buch beim Verlag bestellt wurden. Außerdem wurde er Ausstattungsleiter der Reinhardt-Bühnen in Berlin unter Erwin Piscator und 1923 Mitarbeiter der Satirezeitschrift Der Knüppel.

### Meister der Fotomontagetechnik
1924 erschien Heartfields Fotomontage Nach zehn Jahren: Väter und Söhne 1924. Sie gilt als seine erste politische Fotomontage. Auf dem Bild ist Generalfeldmarschall Paul von Hindenburg zu sehen, hinter dem Soldatenskelette stramm stehen. Ein Trupp Kinder in Kadetten-Uniform mit Gewehren über der Schulter zieht an ihnen, den mutmaßlichen toten Vätern, vorbei. 1929 erschien ein gemeinsam mit Kurt Tucholsky verfasstes Bilderbuch mit dem satirisch gemeinten Titel Deutschland, Deutschland über alles.
Im gleichen Jahr nahm Heartfield an der internationalen Werkbundausstellung Film und Foto (Fifo) in Stuttgart teil. Inzwischen weithin bekannt, konnte er dort einen eigenen Ausstellungsraum gestalten. 1930 wurde Heartfield ständiger Mitarbeiter der von Willi Münzenberg herausgegebenen Arbeiter-Illustrierten-Zeitung (AIZ), ab 1936 Die Volks-Illustrierte (VI), in der bis 1938 regelmäßig seine politischen Fotomontagen erschienen. Eine seiner bekanntesten Arbeiten ist mit Millionen stehen hinter mir betitelt und zeigt Adolf Hitler, in dessen zum Gruß nach hinten geklappte Hand ein archetypischer Industrieller Geldbündel legt (Untertitel „Der Sinn des Hitlergrußes: Kleiner Mann bittet um große Gaben.“). Auch seine übrigen Arbeiten wurden massenhaft verbreitet, unter anderem auf Titeln vor allem linksgerichteter Zeitschriften und auf Plakaten der KPD. Ab dem Frühjahr 1931 lebte der Künstler für ein Jahr in der Sowjetunion und arbeitete dort an verschiedenen Projekten (Ausstellungen, Theaterstücke).

### Wirken im Exil
1933 floh John Heartfield vor den Nationalsozialisten in die Tschechoslowakei, nachdem die SA seine Wohnung gestürmt hatte. Von Prag aus setzte er seine Arbeit für oppositionelle Publikationen in Deutschland fort. Am 3. November 1934 veröffentlichte der Deutsche Reichsanzeiger die dritte Ausbürgerungsliste des Deutschen Reichs, durch welche er ausgebürgert wurde. Heartfield beteiligte sich an der Karikaturenausstellung des Kunstvereins Mánes in Prag. Eine Protestnote des deutschen Gesandten gegen ihn und sein Schaffen erschwerte seine weitere Arbeit im Prager Exil. 1935 folgte eine Ausstellung seiner Werke in Paris, an der Heartfield selbst mitarbeitete. 1936 erschien die erste Monografie, geschrieben von Sergei Tretjakow. Mit ihm hatte Heartfield viel Zeit während seines Aufenthalts in der Sowjetunion verbracht.
Nach der Besetzung des Sudetenlandes floh Heartfield am 6. Dezember 1938 mit Hilfe englischer Intellektueller auf dem Luftweg nach Großbritannien. 1940 verschlechterte sich sein Gesundheitszustand, da er als feindlicher Ausländer in einem Internierungslager festgehalten wurde. Er beteiligte sich an Veranstaltungen des Freien Deutschen Kulturbundes und betätigte sich als Buchgestalter für englische Verlage.

### Leben in der DDR

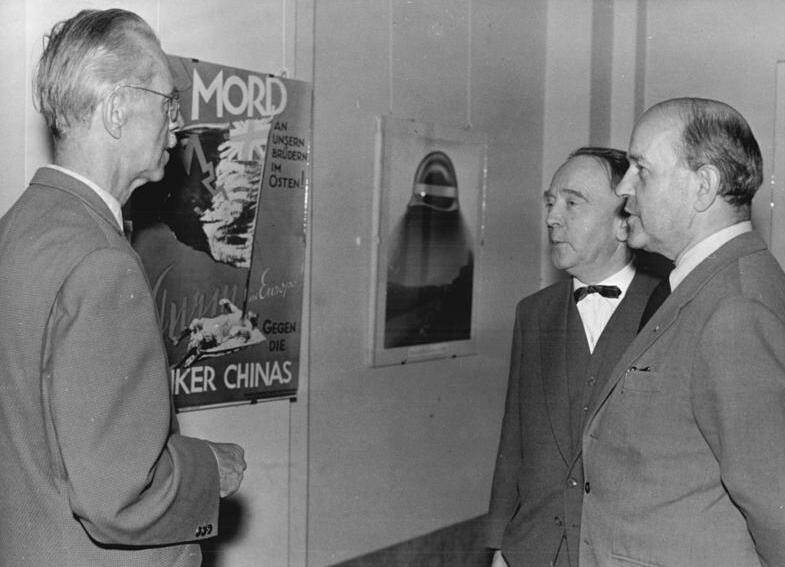
John Heartfield (Mitte) 1960 im Gespräch mit Otto Nagel und Wieland Herzfelde (r.) über eine seiner Fotomontagen.

Am 31. August 1950 kehrte Heartfield über Prag nach Deutschland zurück und ging in die DDR, wo er bis 1956 in Leipzig lebte. Zusammen mit seinem Bruder Wieland arbeitete er für verschiedene Theater, Verlage und Organisationen der DDR.
Nach der Rückkehr nach Deutschland kündigte der Kulturbund im Oktober 1950 eine Heartfield-Ausstellung an, die allerdings nicht zustande kam. Heartfields Fotomontagen wurden unter Berufung auf Georg Lukács als Formalismus kritisiert. Sein Gesuch, in die SED aufgenommen zu werden, wurde aus Sicherheitsgründen abgelehnt, das Exil in England ihm vorgehalten. 1951 erlitt Heartfield einen ersten Herzinfarkt, von dem er sich lange nicht erholte und an den sich im November 1952 ein zweiter Infarkt anschloss. Bertolt Brecht riet ihm, „das absurde Leipziger Klima“ zu verlassen und nach Berlin und zu ihm in die Märkische Schweiz zu kommen, wo der Schriftsteller in Buckow ein Sommerhaus besaß.

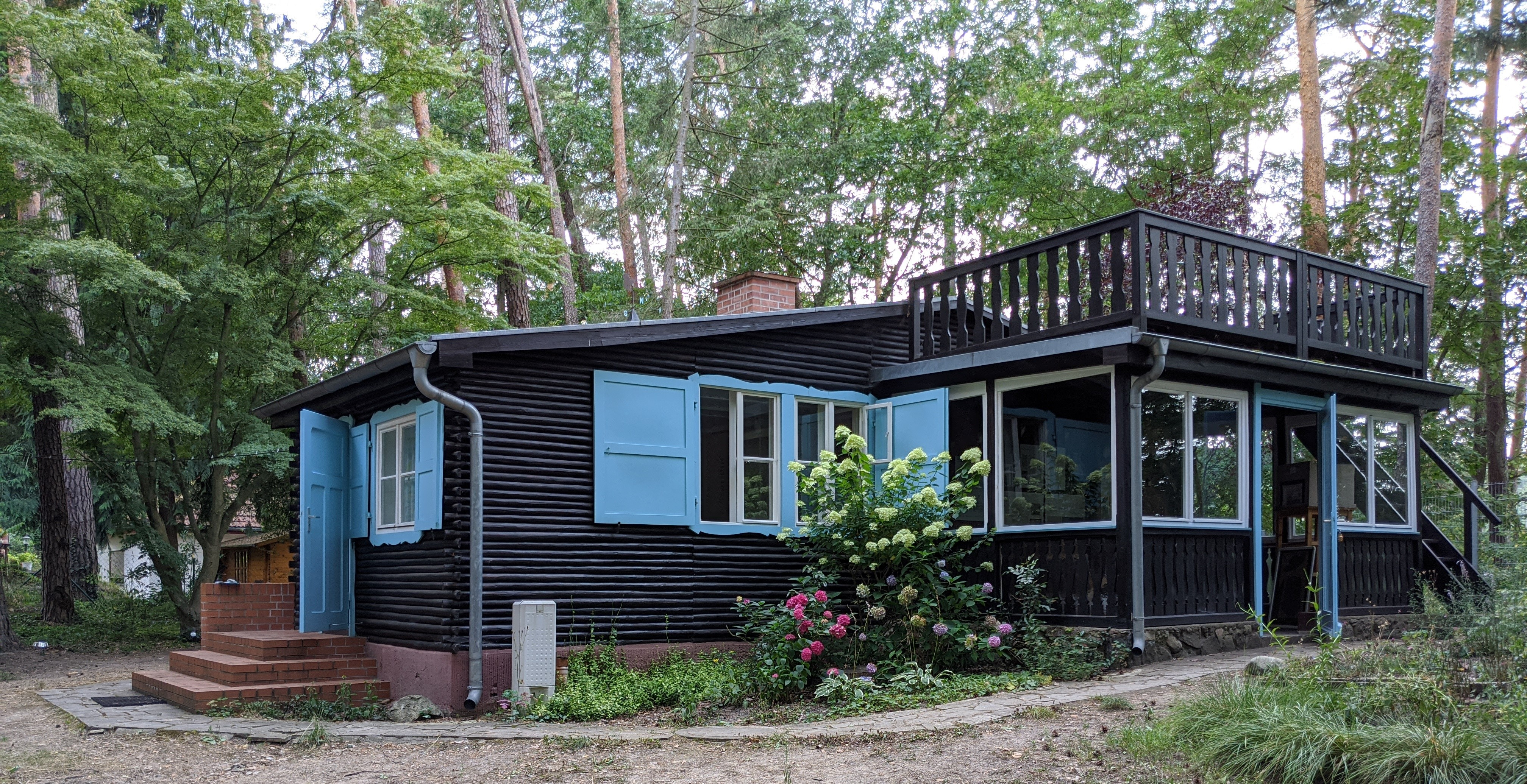
John-Heartfield-Haus Waldsieversdorf (2020)

Erst 1954 nahm er seine Arbeit wieder auf. Im Juni desselben Jahres forderte der Schriftsteller Stefan Heym öffentlich die Aufnahme Heartfields in die Akademie der Künste der DDR. 1956 zog Heartfield nach Berlin und wurde zum ordentlichen Mitglied der Akademie der Künste gewählt. 1957 bezog Heartfield ein Sommerhaus in Waldsieversdorf in der Märkischen Schweiz, das heute wieder als Gedenkstätte geöffnet ist. Im selben Jahr wurde ihm am 7. Oktober während einer Reise nach China durch den Botschafter der DDR der Nationalpreis für Kunst und Literatur überreicht, 1960 wurde ihm der Professorentitel verliehen. Heartfield hatte in der DDR und im Ausland eine bedeutende Zahl von Einzelausstellungen und Ausstellungsbeteiligungen, u. a. 1949, 1958 und 1962/1963 an der 2. Vierten und Fünften Deutschen Kunstausstellung in Dresden.
1962 erkrankte Heartfield erneut schwer. Sein Bruder Wieland veröffentlichte im selben Jahr John Heartfield. Leben und Werk, welches bis heute als maßgebliche Quelle für Heartfield-Recherchen gilt.

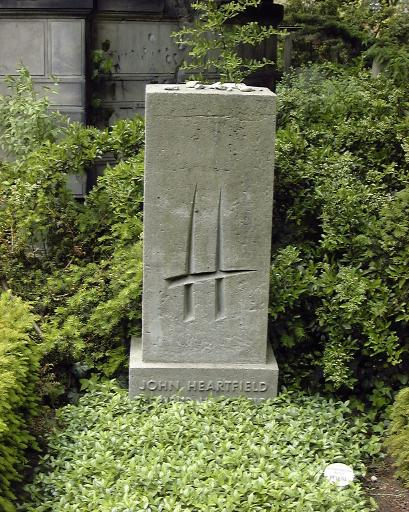
Grab von John Heartfield auf dem Dorotheenstädtischen Friedhof in Berlin

Trotz Ehrungen und materieller Zuwendungen gab es zu Lebzeiten Heartfields im System der DDR eine starke Reserviertheit bis Ablehnung gegen die Heartfieldsche Fotomontage als aktuelles grafisches Medium. Wieland Herzfelde erklärte dies am Beispiel des Buchumschlages zu Brechts 100 Gedichten von 1951 mit der Unsicherheit der Verleger, im politischen System keine Angriffsflächen zu bieten. Durch die materielle Sicherstellung und gleichzeitige Abdrängung in die Theaterarbeit wurde Heartfield „von der DDR quasi ‚verschluckt‘“ (Freya Mühlhaupt).
1968 starb John Heartfield im Alter von 76 Jahren in Ost-Berlin an einer Virusgrippe und wurde auf dem Dorotheenstädtischen Friedhof beigesetzt. Der Lyriker Jens Gerlach widmete ihm in den Dorotheenstädtischen Monologen ein Gedicht.
Gemäß seinem Vermächtnis wurde in der Akademie der Künste der DDR ein John-Heartfield-Archiv eingerichtet.

### Auszeichnungen (Auswahl)
- Medaille für Kämpfer gegen den Faschismus 1933 bis 1945
- 1961: Deutsche Friedensmedaille
- 1957: Nationalpreis der DDR II. Klasse für Verdienste bei der Entwicklung der künstlerischen Fotomontage
- 1967: Karl-Marx-Orden
- 1965: Vaterländischer Verdienstorden in Gold

## Personalausstellungen (unvollständig)
- 2021/22: John Heartfield – Fotografie plus Dynamit, NS-Dokumentationszentrum München
- 2020: John Heartfield – Fotografie plus Dynamit, Akademie der Künste, Berlin
- 2012: John Heartfield: fotomontagens, Museu Lasar Segall, São Paulo
- 2009:  John Heartfield (1891–1968) – Fotografie als wapen, Museum de Fundatie – Paleis a/d Blijmarkt, Zwolle
- 2009:  John Heartfield – Zeitausschnitte, Berlinische Galerie, Berlin
- 2008:  John Heartfield vs. Nazi Germany, Akron Art Museum, Akron, OH
- 2006:  John Heartfield – Photomontages Politiques 1930–1938, Musée d’Art Moderne et Contemporain (MAMCS), Strasbourg
- 2006:  Agitated images. John Heartfield and German photomontage, J. Paul Getty Museum, Los Angeles, CA
- 2003:  John Heartfield: Fighting the Dogs of War, Davison Art Center, Middletown, CT
- 1993:  John Heartfield: Photomontages – MoMA, Museum of Modern Art, New York, NY
- 1992:  John Heartfield, Sprengel Museum Hannover, Hannover
- 1992:  John Heartfield. 1891–1968, Kunsthalle Tübingen, Tübingen
- 1991:  John Heartfield, Akademie der Künste, Berlin
- 1991:  John Heartfield, Photomontages 1930–1938 – Kent Fine Art LLC, New York, NY
- 1991:  John Heartfield, Kent Gallery, New York, NY
- 1986:  John Heartfield, Otto-Nagel-Haus, Berlin
- 1978:  John Heartfield – Zeichnungen, Photomontagen, Collagen, Haus am Lützowplatz, Berlin
- 1977:  John Heartfield – Fotomonteur, Frankfurter Kunstverein, Frankfurt am Main
- 1977:  John Heartfield: Photomontages, ICA – Institute of Contemporary Arts London, London
- 1976:  Heartfield - Kabinett in der National-Galerie der Staatlichen Museen zu Berlin (DDR), eröffnet am 19. Juni 1976
- 1974:  John Heartfield: photomontages, Musée d’art moderne de la Ville de Paris, Paris
- 1969:  John Heartfield – photomontages, ICA – Institute of Contemporary Arts London, London
- 1967:  John Heartfield. Fotomontör, Moderna Museet, Stockholm

## Veröffentlichungen
- Deutschland, Deutschland über alles. Ein Bilderbuch von Kurt Tucholsky und vielen Fotografen. Montiert von John Heartfield. Neuer Deutscher Verlag, Berlin, 1929. Nachauflagen u. a.: Rowohlt, Reinbek, 1964; Verlag Volk und Welt, Berlin, 1967 (Faksimiledruck nach der Ausgabe von 1929)
- Roland März: John Heartfield. Fotomontagen aus den Jahren 1924 bis 1944., 1978 vorgesehen als Insel-Buch 1023/1 (vom Insel Verlag weitestgehend makuliert)[13]
- John Heartfield: Zeitausschnitte. Fotomontagen 1918–1938. Aus der Kunstsammlung der Akademie der Künste. Mit Texten von Thomas Friedrich, Sabine Kriebel, Roland März, Freya Mülhaupt, An Paenhuysen, Rosa von der Schulenburg, Andrés Mario Zervigón und Peter Zimmermann. Herausgegeben von Freya Mülhaupt, Hatje Cantz Verlag, 2009, ISBN 978-3-7757-2432-6.
- John Heartfield und Roland März (Bearb.): Essay. Der Sinn von Genf: Wo das Kapital lebt, kann der Friede nicht leben! 1932. Fotomontage. Staatliche Museen, Berlin 1981.
- John Heartfield: Krieg im Frieden - Fotomontagen zur Zeit 1930–1938, Fischer, Frankfurt am Main 1982, ISBN 978-3596234653

## Filme (Auswahl)
- 1977: John Heartfield - Fotomonteur, Dokumentarfilm mit Animationsteilen, Regie Helmut Herbst, Produktion: Cinegrafik, 63 Minuten[14][15]
- 1991: Das Foto wird schreien!, John Heartfields Montagen, Film von Maya Ulbrich und Konrad Herrmann, Produktion des ZDF, 45 Minuten[16]
- 1991: Zygosis: John Heartfield and the Political Image, Dokumentarfilm, 26 Minuten, Regie: Gavin Hodge und Tim Morrison[17]
- 2023: Johnny & Me – Eine Zeitreise mit John Heartfield. Dokumentarfilm mit Animationsteilen, Deutschland/Schweiz/Österreich, 100 Min., Regie, Autorin: Katrin Rothe, Musik: Micha Kaplan, Thomas Mävers, Premiere 12. Oktober 2023 in Leipzig, Kinostart: 25. Januar 2024[18][19][20]